# Araneus decolor
Araneus decolor là một loài nhện trong họ Araneidae.
Loài này thuộc chi Araneus. Araneus decolor được Ludwig Carl Christian Koch miêu tả năm 1871.